# بخش گرانادا
بخش گرانادا (به لاتین: Granada Department) یک منطقهٔ مسکونی در نیکاراگوئه است که در نیکاراگوئه واقع شده‌است. بخش گرانادا ۹۲۹ کیلومتر مربع مساحت و ۱۹۰٬۶۰۰ نفر جمعیت دارد.